# Worms Armageddon
Worms Armageddon (с англ. — «Червяки Армагеддон») — двумерная пошаговая видеоигра жанра артиллерия, которая является третьей частью серии Worms и создана компанией Team17 в 1999 году. Первоначально игра была выпущена для операционной системы Microsoft Windows, а затем портирована на PlayStation, Dreamcast, Nintendo 64 и Game Boy Color. Игрок управляет командой до восьми червей в бою против вражеских команд. По состоянию на 2020 год, Worms Armageddon по-прежнему периодически обновляется и в 2013 году была выпущена на платформе Steam. Worms Armageddon была высоко оценена критиками за геймплей и стилизованную графику, игра вошла в ряд списков «величайших игр всех времён». В 2002 году Worms Armageddon вошла в состав сборника Worms Triple Pack для Windows. 26 сентября 2024 года игра вышла на платформах PlayStation 4, PlayStation 5, Xbox One, Xbox Series X/S, Nintendo Switch.

## Игровой процесс

Скриншот из игры

Как и в предыдущих частях, геймплей является пошаговым. Каждая команда имеет свой ход, за время которого игрок может произвести различные действия червей, которые расположены в разных точках игрового двумерного ландшафта (передвинуть указанного червя в другое место, выстрелить во врага, пропустить ход и так далее). Существуют различные способы передвижения червей по карте: червь может ползать, прыгать, использовать телепорт или верёвку, использовать парашют и множество других приспособлений. Есть пять видов прыжков: прыжок вперёд, прыжок назад по низкой траектории, прыжок прямо вверх, обратное сальто по высокой траектории, оно же по низкой и вытянутой траектории. Цель традиционного состязания состоит в том, чтобы победить все противостоящие команды, убивая вражеских червей, хотя в кампании в некоторых миссиях есть и другие цели (такие, как сбор определённых корзин).
Каждый червь начинает раунд с определённым количеством здоровья (оно выбирается перед игрой, но в режиме кампании все параметры настроены первоначально и их изменять нельзя). Здоровье может быть потеряно, если червь упадёт с большой высоты или подвергнется атаке противника. Червь может быть убит, если уровень его здоровья достигнет нуля, или если червь упадёт в воду. При смерти на суше червь подрывает себя, нанося урон всем стоящим рядом червям и разрушая ландшафт, на его месте появляется могила.
Если хотя бы в двух командах по окончании выставленного правилами времени матча остаётся хотя бы по одному червю, наступает режим «внезапная смерть»: либо здоровье у всех червей становится равным одному проценту и с каждым ходом начинает прибывать вода, либо взрывается ядерная бомба, которая отнимает здоровье у всех червей. Иногда это способствует очень быстрому завершению игры.
В Worms Armageddon впервые в серии появилось полноценное красочное меню, обучающие миссии и «детматчи», проходя которые, игрок повышает ранг команды. Также в этой части гораздо больше возможностей для персонализации команды, например, выбор флагов, фанфар, спецоружия, дизайна могил. В Worms Armageddon приспособления находятся в отдельных синих ящиках, а по ландшафту вместе с минами разбросаны бочки с бензином.

### Оружие и приспособления
Игра включает в себя широкий спектр оружия ближнего боя, а также артиллерию, метательное оружие и авиаудары. Некоторые из типов вооружения основаны на реальном оружии (дробовик, базука и граната), другие — на более причудливых предметах и животных, например, овцы служат в качестве мобильного взрывчатого вещества, а скунс выпускает ядовитый газ.
В нормальном матче все команды начинают с одинакового, определённого правилами, набора оружия. Некоторые виды вооружения могут быть недоступны, пока не пройдёт определённое количество ходов. В зависимости от правил игры, дополнительное оружие может случайно упасть на местности с воздуха или появиться телепортацией. В дополнение к обычному оружию, каждая команда (во время создания команды) выбирает специальное оружие, которое становится доступным для них после определённого числа ходов. Специальные виды оружия являются более мощными, чем обычные, и часто содержат специальные способности. Кроме того, супероружие редко попадает в ящики оружия. Это оружие часто основано на темах мультфильмов (например, французский удар овец) и, как правило, более разрушительное.
В качестве отсылки к фильму «Монти Пайтон и Священный Грааль» одним из игровых видов оружия является святая ручная граната, со звуковым эффектом, напоминающим о хоре Аллилуйя от Мессии Генделя.
Большая часть вооружения перешла из предыдущей части, однако появилось множество новых.

## Разработка
Worms Armageddon изначально задумывалась как дополнение к Worms 2, но в конечном итоге вышла как отдельная игра. Предполагалось, что это будет последняя игра франшизы Worms, но её создатель Энди Дэвидсон счёл, что перед выпуском нужно разработать больше игрового контента, в итоге многие наработки применили в создании Worms World Party. Первоначально игру планировали назвать Wormageddon, но Team17 изменила название на Worms Armageddon, чтобы избежать созвучности с игрой Carmageddon. Игра вышла для ПК 25 января 1999 года в Европе и 31 мая — в Северной Америке. В Америке игру издавала компания MicroProse, которая принадлежала Hasbro Interactive. 30 ноября 1999 года игра была портирована на Dreamcast и PlayStation, 19 января 2000 года — на Game Boy Color и 30 марта 2000 года — на Nintendo 64. Версия для Nintendo 64 стала одной из первых игр для платформы, в которой есть редактор ландшафта и генератор случайных карт. MacSoft разрабатывала версию для Macintosh, но она так и не вышла. Композитором игры стал Бьёрн Люнне, ведущим программистом игры — Карл Мортон, а ведущим художником — Дэн Картрайт.
Worms Armageddon вышла в Steam 12 сентября 2012 года в качестве временного бонуса за предзаказ игры Worms Revolution. В релиз Steam вошли все улучшения из ранее выпущенных обновлений. 20 марта 2013 года Worms Armageddon вышла в Steam как отдельная игра.
Несмотря на то, что Worms Armageddon вышла более 20 лет назад, игра всё ещё периодически обновляется, в основном благодаря двум программистам: Deadcode и CyberShadow (Владимир Пантелеев) — которых наняла Team17. Эти обновления устраняют ошибки и проблемы совместимости, а также добавляют в игру новые функции, такие как поддержка большего количества червей в матче и поддержка уровней произвольного размера. Последнее обновление вышло 16 июля 2020 года.
В августе 2024 года был анонсирован улучшенный порт на консоли PlayStation, Xbox и Nintendo Switch, выпуск которого был назначен на 26 сентября того же года. 
26 сентября 2024 года разработчики выпустили переиздание игры под названием Worms Armageddon – Anniversary Edition. Теперь игра доступна на следующих платформах: PlayStation 4, PlayStation 5, Xbox One, Xbox Series X/S, Nintendo Switch. Также разработчики добавили и изменили следующие элементы в игре: улучшили и переработали пользовательский интерфейс на всех платформах. Максимальное количество игроков теперь составляет 6 человек. Игра поддерживает кросс-поколенческую игру, поэтому владельцы консолей PS4 и PS5 могут играть друг с другом, как и владельцы консолей Xbox One и Xbox Series X/S. Оптимизирована поддержка контроллеров для всех консолей. Игрокам будет доступно окно, где можно просматривать достижения и трофеи. Графика в игре улучшена до параметров HD. Также в игру добавлен интерактивный музей, где можно увидеть, как создавались игры серии Worms. Внедрена новая система сохранений.

## Оценки и мнения
| Сводный рейтинг       | Сводный рейтинг | Сводный рейтинг | Сводный рейтинг | Сводный рейтинг | Сводный рейтинг | Сводный рейтинг |
| Издание               | Оценка          | Оценка          | Оценка          | Оценка          | Оценка          | Оценка          |
| Издание               | Dreamcast       | GBC             | Mac             | N64             | PC              | PS              |
| --------------------- | --------------- | --------------- | --------------- | --------------- | --------------- | --------------- |
| GameRankings          | 80,77 %         | 75 %            |                 | 83,64 %         | 87,71 %         | 83,15 %         |
| Game Ratio            |                 | 69 %            |                 | 80 %            |                 |                 |
| MobyRank              | 81/100          | 76/100          |                 | 81/100          | 82/100          | 85/100          |
| Иноязычные издания    |                 |                 |                 |                 |                 |                 |
| Издание               | Оценка          | Оценка          | Оценка          | Оценка          | Оценка          | Оценка          |
| Издание               | Dreamcast       | GBC             | Mac             | N64             | PC              | PS              |
| AllGame               | [ 30 ]          | [ 31 ]          | [ 32 ]          | [ 33 ]          | [ 34 ]          | [ 35 ]          |
| CGW                   |                 |                 |                 |                 | 4/5             |                 |
| EGM                   |                 |                 |                 |                 |                 | 9,25/10         |
| Game Informer         |                 |                 |                 |                 |                 | 8/10            |
| GamePro               |                 |                 |                 | [ 38 ]          | [ 36 ]          |                 |
| GameRevolution        | B               |                 |                 |                 | A-              |                 |
| GameSpot              | 7,8/10          |                 |                 | 7,7/10          | 9,1/10          | 7,9/10          |
| GameSpy               | 5,5/10          |                 |                 |                 |                 |                 |
| IGN                   | 9/10            | 6/10            |                 | 8,7/10          | 8,6/10          | 7,5/10          |
| Nintendo Power        |                 |                 |                 | 7,4/10          |                 |                 |
| OPM                   |                 |                 |                 |                 |                 | 3,5/5           |
| PC Gamer (UK)         |                 |                 |                 |                 | 90/100          |                 |
| Русскоязычные издания |                 |                 |                 |                 |                 |                 |
| Издание               | Оценка          | Оценка          | Оценка          | Оценка          | Оценка          | Оценка          |
| Издание               | Dreamcast       | GBC             | Mac             | N64             | PC              | PS              |
| Absolute Games        |                 |                 |                 |                 | 80 %            |                 |
| Game.EXE              |                 |                 |                 |                 | [ 50 ]          |                 |
| «Игромания»           |                 |                 |                 |                 | 8,4/10          |                 |

Worms Armageddon стал коммерчески успешным проектом и получил позитивные отзывы от рецензентов. На сайте GameRankings средняя оценка составляет 87,71 % в версии для ПК, 83,64 % для Nintendo 64, 83,15 % для PlayStation, 80,77 % для Dreamcast и 75 % для Game Boy Color. Версия Worms Armageddon для PlayStation получила «Золотую» награду за продажи от Ассоциации издателей программного обеспечения для развлечений и досуга (ELSPA), в Великобритании было продано не менее 200 тысяч экземпляров.
Грег Касавин из GameSpot написал, что почитатели предыдущей версии сочтут эту игру похожей на Worms 2, а также похвалил Worms Armageddon за простоту управления и юмор, за графику, физику и широкие возможности настройки, а также за игровую сеть WormNet. Он также сравнил однопользовательские миссии с классической игрой Lemmings в том контексте, что миссии часто требовали от игрока чёткого использования ограниченного количества вооружения и инструментов для выполнения миссии. Его единственные критические замечания заключаются в том, что управляемые ИИ черви не используют весь свой арсенал; и что игроку хотелось бы иметь больше оружия, более разнообразную графику и звук, а также больше игрового контента. Мэтью Пирс из PC Gamer UK похвалил Team17 за решение проблем одиночной игры (то есть миссий и ИИ), за которые всегда критиковали предыдущие версии Worms и Worms 2.
Версия для Dreamcast получила положительные рецензии. Джонни Лю из GameRevolution похвалил игру за «захватывающий» игровой процесс, массу индивидуальности и отсутствие необходимости покупать несколько контроллеров для многопользовательской игры, но раскритиковал за отсутствие возможности играть через Интернет, меньшее количество настроек других версий по сравнению с версией на ПК и отсутствие опции с несколькими контроллерами. Напротив, Бен Шталь из GameSpot похвалил многопользовательский режим за динамичность и назвал его «шквалом хаоса», но раскритиковал однопользовательский режим за почти идеальную точность червей, управляемых ИИ, и большие затраты времени таких червей на ход. Он также отметил, что высокие голоса червей «лишь слегка симпатичны» и потенциально могут раздражать, но похвалил саундтреки, которые придают реалистичность, и фоновую музыку, которая помогает игрокам не отвлекаться от задачи.
Версия для Game Boy Color получила неоднозначные отзывы. Крейг Харрис из IGN сделал вывод, что порт является «сокращённой версией всей игры», раскритиковал большую нехватку функций ПК-версии (например, оружия) и индивидуальности и назвал графику «причудливой». Рецензент посчитал, что интерфейс игры весьма хаотично скомпонован. Однако он пришёл к выводу, что играть по-прежнему интересно. Крис Худак из The Electric Playground также критиковал отсутствие оружия, отсутствие звуковых фрагментов и полное отсутствие голосов, червей назвал «микроскопическими» и трудно заметными. Вместе с тем, он похвалил движок ландшафта и физики за то, что он хорошо переведён из других версий игры.
Майкл Вульф рецензировал для Next Generation версию для Nintendo 64, он оценил игру на три звезды из пяти и заявил, что игра хороша для разовых вечеринок, но для ежедневных игр эти кольчатые черви просто не подходят.
Редакция PC Gamer US номинировала Armageddon на премию «Лучшая пошаговая стратегия» 1999 года, премия в конечном итоге досталась Sid Meier’s Alpha Centauri. PC Gamer US писал, что Armageddon «устроил чертовски тяжкую борьбу [за награду] и не должен быть упущен из виду поклонниками жанра». Игра также заняла второе место в ежегодном рейтинге GameSpot «Лучшая стратегическая игра» среди игр для консолей, проиграв Ogre Battle 64. Тем не менее, игра получила награду как лучшая стратегия в рамках EGM 2000 Game Blast Awards.

## Наследие
Worms Armageddon вошла в несколько списков величайших игр всех времён. Digital Spy поставила Worms Armageddon на 18-е место в своем списке 20 лучших игр для Nintendo 64 всех времён. GamesRadar присвоил игре 13-е место в своём списке 50 лучших игр всех времен для PlayStation 1. Сайт также поместил её на 68-е место в своём списке 100 лучших видеоигр всех времён. Slant Magazine поместил игру на 100-е место в аналогичном списке. TechRadar включил эту игру в список своих любимых компьютерных игр всех времён.
Team17 решила полностью основать исходный код игры Worms W.M.D 2016 года на коде Worms Armageddon, так как фанаты часто говорили им, что Worms Armageddon была их любимой игрой в серии. Кроме того, игра 2009 года Worms 2: Armageddon была названа в честь Worms Armageddon, хотя и не является прямым продолжением.